# Saint-Fuscien
 Saint-Fuscien  es una población y comuna francesa, en la región de Picardía, departamento de Somme, en el distrito de Amiens y cantón de Boves.

## Demografía
| 363 | 431 | 687 | 1026 | 1031 | 966 |
| Para los censos de 1962 a 1999 la población legal corresponde a la población sin duplicidades (Fuente: INSEE [Consultar]) |     |     |      |      |     |